# Tectaria durvillei
Tectaria durvillei är en ormbunkeart som först beskrevs av Jean Baptiste Bory de Saint-Vincent, och fick sitt nu gällande namn av Holtt. Tectaria durvillei ingår i släktet Tectaria och familjen Tectariaceae. Inga underarter finns listade.